# Apiocera horticolis
Apiocera horticolis är en tvåvingeart som beskrevs av Mont A. Cazier 1982. Apiocera horticolis ingår i släktet Apiocera och familjen Apioceridae. Inga underarter finns listade i Catalogue of Life.